# Гертруда Кезебір
Гертруда Кезебір (уроджена Стентон; 18 травня 1852 — 12 жовтня 1934) — американська фотографка. Вона відома своїми фотографіями на тему материнства та своїми портретами корінних американців, а також просуванням фотографії як кар'єри для жінок.

## Біографія

### Ранні роки (1852—1873)
Кезебір народилася Гертрудою Стентон 18 травня 1852 року в Форт-Де-Мойн (нині Де-Мойн, Айова). Її батько, Джон В. Стентон, відкрив пилораму в Голдені, штат Колорадо, на початку Золотої лихоманки Пайк Пік 1859 року, і вона процвітала завдяки будівельного буму, що послідував. У 1860 році восьмирічна Стентон з матір'ю та молодшим братом приєдналися до батька в Колорадо. Того ж року її батько був обраний першим мером міста Голден, яке тоді була столицею території Колорадо.
Після раптової смерті батька в 1864 році сім'я переїхала в Бруклін, штат Нью-Йорк, де її мати Мансі Бун Стентон відкрила пансіонат для підтримки сім'ї. З 1866 по 1870 рік Стентон жила у Бетлегемі, штат Пенсільванія, зі своєю бабусею по матері та відвідувала Бетлегемську жіночу семінарію (згодом названу Моравським коледжем). Про її ранні роки мало що відомо.

### Стаючи фотографом (1874—1897)

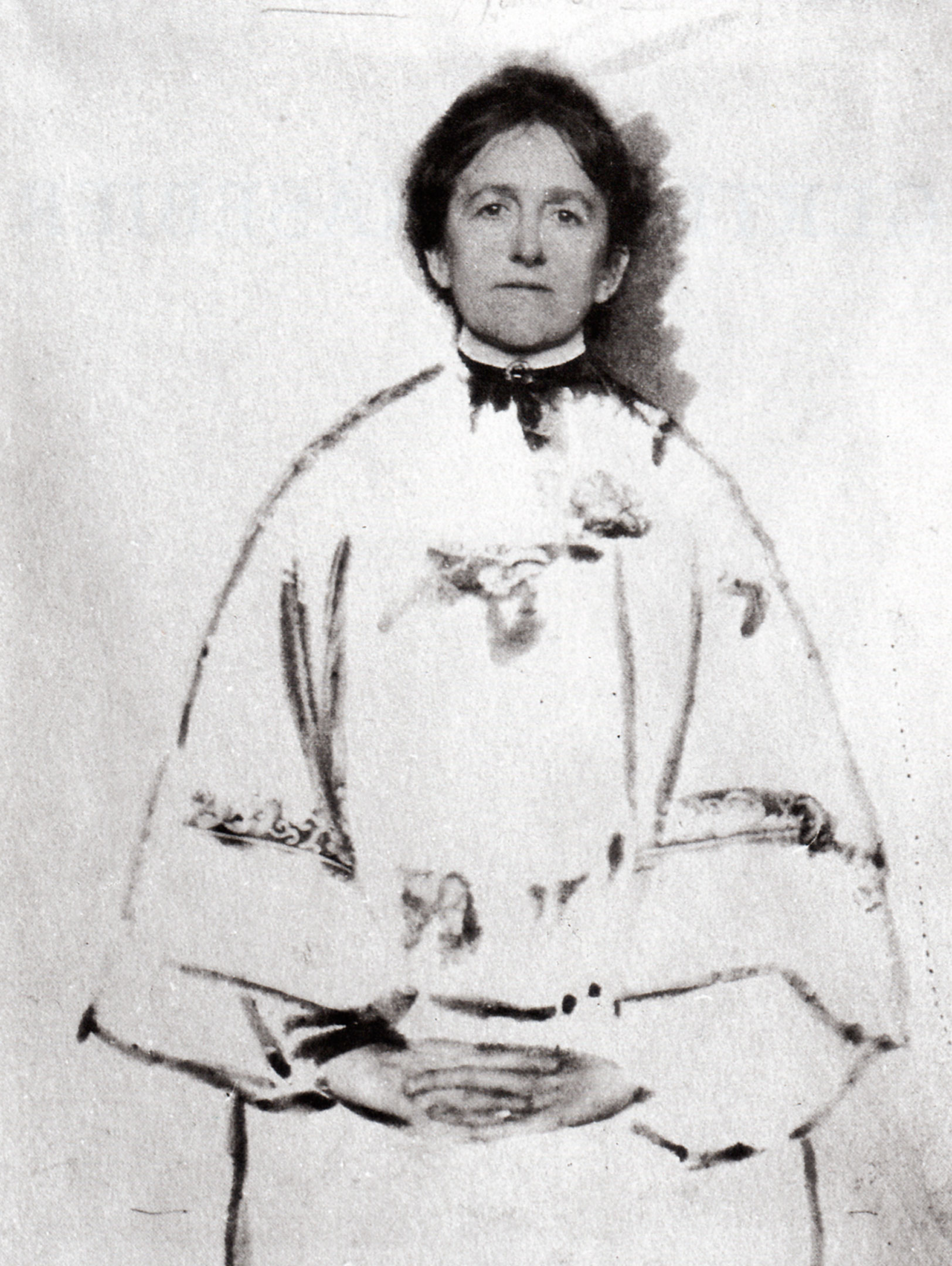
Портрет фотографа, відредагований автопортрет Гертруди Кезебір

На своє 22-річчя, в 1874 році, вона вийшла заміж за 28-річного Едуарда Кезебіра, фінансово забезпеченого бізнесмена з Брукліну. Незабаром у пари народилося троє дітей, Фредерік Вільям (1875–?), Гертруда Єлизавета (1878–?) Та Герміна Матільда (1880–?). У 1884 році вони переїхали на ферму в Нью-Даремі, штат Нью-Джерсі, щоб забезпечити більш здорове місце для виховання своїх дітей.
Пізніше Кезебір писала, що вона була нещасна протягом більшої частини свого шлюбу. Вона писала: «Якщо мій чоловік пішов у рай, я хочу піти в пекло. Він був страшним… Ніщо для нього не було достатньо хорошим». На той час розлучення вважалося скандальним, і вони залишались одруженими, живучи окремим життям від 1880 року. Пізніше ця ситуація послужила натхненням для однієї з її найбільш вражаючих фотографій — фотографії двох заарканених волів, під назвою «Yoked and Muzzled — Marriage» («В ярмі та в наморднику — шлюб», бл. 1915).
Попри їхні розбіжності, чоловік підтримував її фінансово, коли вона почала відвідувати художню школу у віці 37 років, час, коли більшість жінок того часу вже мали чітко визначене місце в суспільстві. Кезебір ніколи розповідала, що спонукало її до мистецтва, але вона віддалася йому всім серцем. Не дивлячись на заперечення свого чоловіка в 1889 році вона перевезла сім'ю назад у Бруклін, щоб очно відвідувати щойно створений Інститут мистецтва та дизайну Пратта. Одним з її викладачів там був Артур Веслі Доу, надзвичайно впливовий художник і художній педагог. Пізніше він допоміг просунути її кар'єру, пишучи про її роботи та представляючи її іншим фотографам та меценатам.
Навчаючись в Пратта, Кезебір дізналася про теорії Фрідриха Фребеля, вченого ХІХ століття, ідеї якого про навчання, гру та освіту призвели до розвитку першого дитячого садка. Його концепції про значення материнства у розвитку дитини дуже вплинули на Кезебір, і багато з її пізніших фотографій підкреслювали зв'язок між матір'ю та дитиною. На неї також вплинув рух мистецтв та ремесел.
Формально, вивчала малювання та живопис, але швидко захопилася фотографією. Як і багато студентів мистецтва того часу, Кезебір вирішила поїхати до Європи для подальшого навчання. Вона розпочала 1894 рік, провівши кілька тижнів, вивчаючи хімію фотографії у Німеччині, де вона також змогла залишити своїх дочок зі свекрухами у Вісбадені. Решту року вона провела у Франції, навчаючись у американського художника Френка Дюмона.

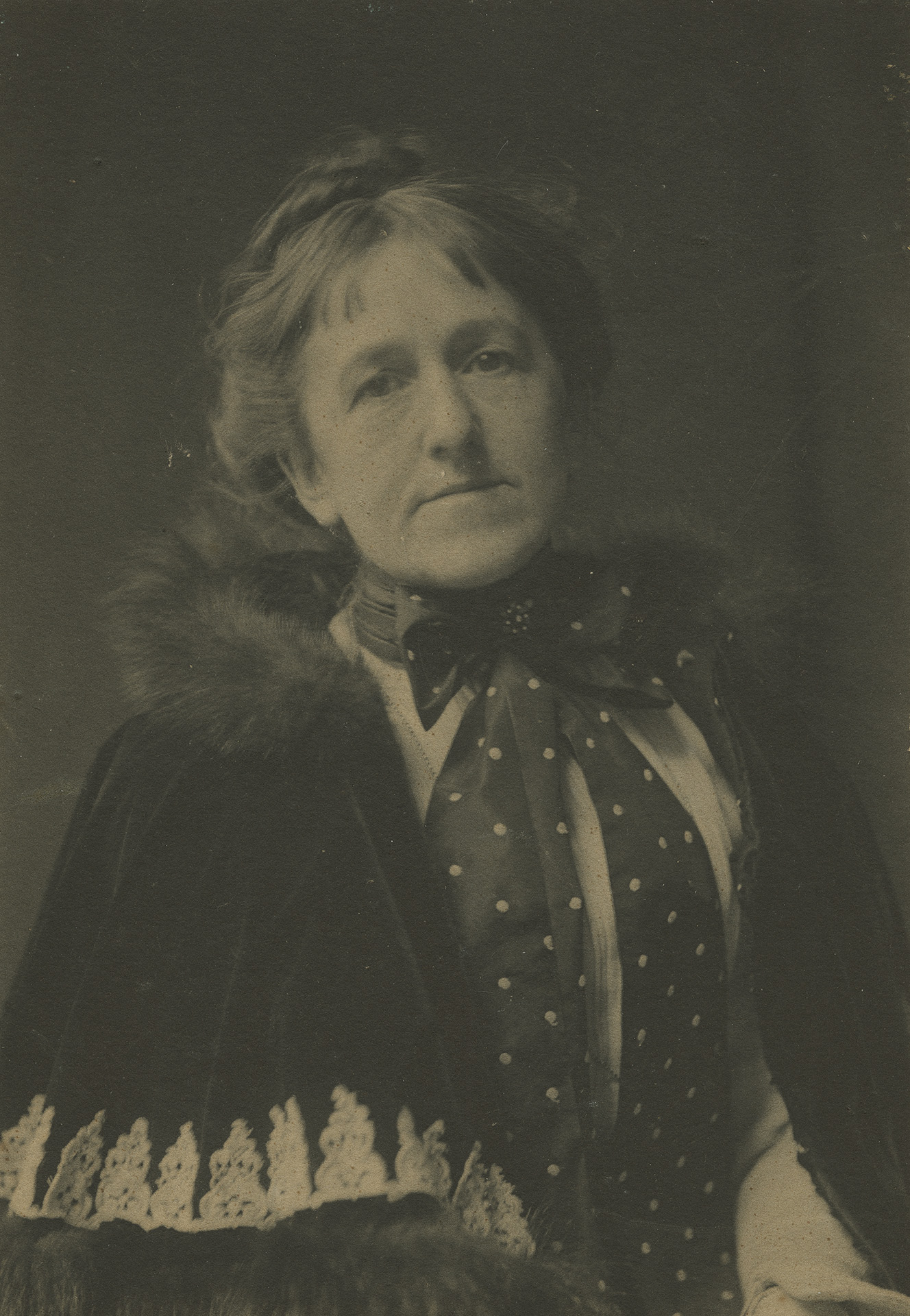
Гертруда Кезебір, бл. 1900 року

У 1895 році вона повернулася до Брукліна. Частково через те, що її чоловік був досить хворим і фінанси її сім'ї були напруженими, вона вирішила стати професійною фотографкою. Через рік вона стала асистенткою портретного фотографа Семюеля Х. Ліфші, в якого вона навчилася керувати студією та розширила свої знання з техніки друку. Очевидно, однак, на той час вона вже добре володіла фотографією. Лише через рік вона виставила 150 фотографій, що на той час було величезною кількістю для окремого художника, у Бостонському Клубі Камери. Ці самі фотографії були показані в лютому 1897 року в Інституті Пратта.
Успіх цих шоу призвів до ще одного шоу у Фотографічному товаристві Філадельфії в 1897 році. Вона також читала лекції про свою роботу там і закликала інших жінок брати участь у фотографії як кар'єрі, кажучи: «Я щиро раджу жінкам із художніми смаками тренуватися для непаханого поля сучасної фотографії. Здається, воно особливо пристосоване для них, і ті нечисленні, хто увійшов до нього, мають великий та фінансово вигідний успіх».

### Гертруда Кезебір та сіу
У 1898 році Кезебір спостерігала, як трупа «Дикого Заходу» Баффало Білла проходила повз її студію на П'ятій авеню в Нью-Йорку, до Медісон-сквер-гарден. Вона вирішила написати листа до Вільяма «Баффало Білла» Коді з проханням дозволити фотографувати у своїй студії членів племені Сіу, які подорожували із шоу. Коді та Кезебір були схожі у своїй повазі до індіанської культури та підтримували дружбу з Сіу. Коді швидко схвалив прохання Кезебір, і вона розпочала свій проект у неділю вранці, 14 квітня 1898 року. Проект Кезебір був суто художнім, і її образи не створювались у комерційних цілях і ніколи не використовувались у програмних буклетах «Дикого Заходу» Буффало Білла чи рекламних плакатах. Кезебір зробила класичні фотографії Сіу. Вождь Залізний Хвіст і Вождь Летючий Яструб були одними з найскладніших і найяскравіших портретів. Фотографії Кезебір зберігаються у Національному музеї історії Америки в колекції фотографічної історії Смітсонівського інституту.

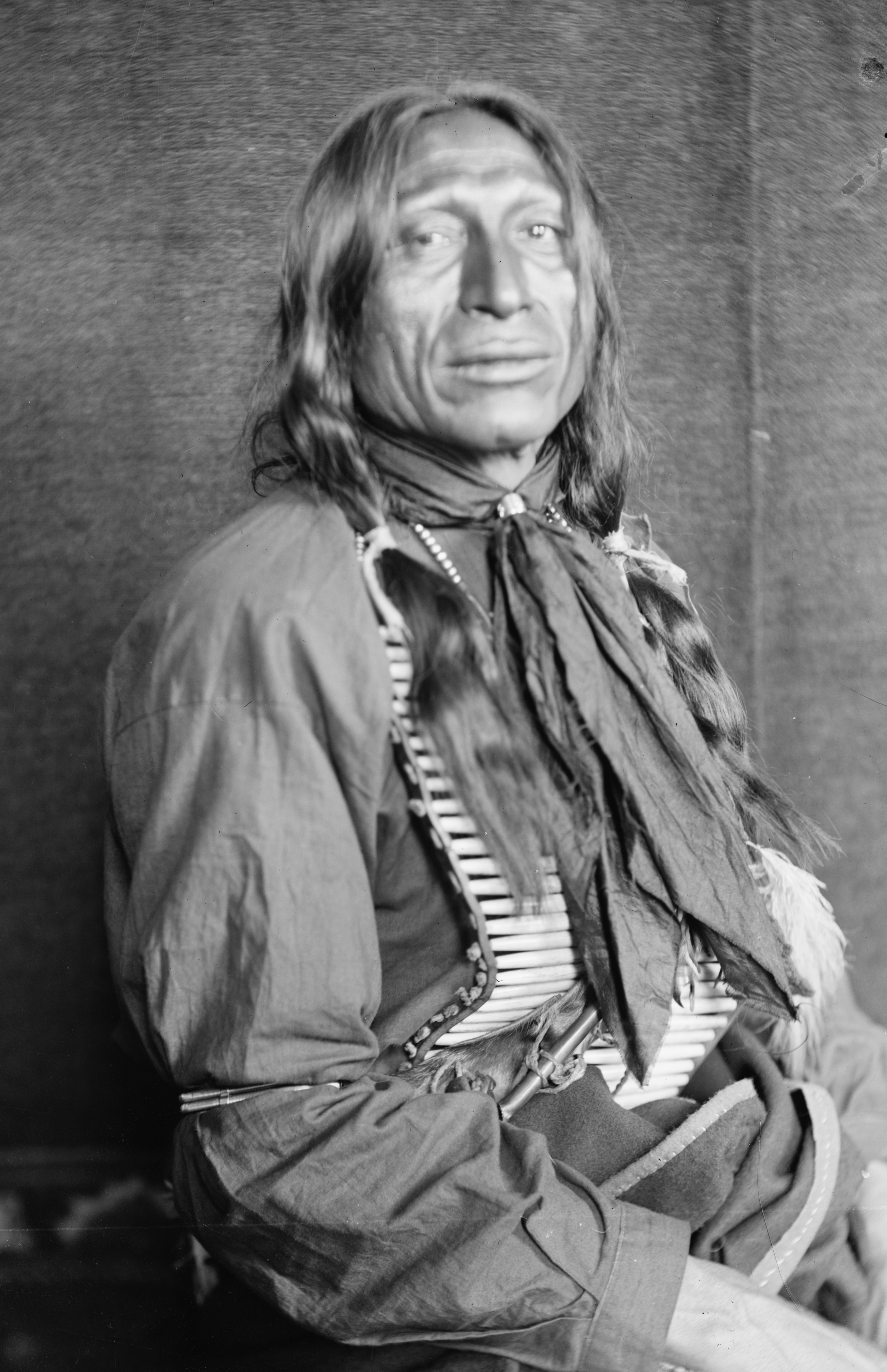
Вождь Залізний Хвіст, авторства Гертруди Кезебір, 1898, Бібліотека Конгресу США

Сеанс Кезебір із Залізним Хвостом є її єдиною записаною фотоісторією: «Готуючись до свого візиту до фотостудії Кезебір, Сіу в таборі Дикого Заходу Баффало Білла зібралися, щоб розподілити свій найкращий одяг та аксесуари для фотографування». Кезебір захоплювалась їхніми зусиллями, але бажала, за її власними словами, сфотографувати «справжнього „сирого“ індіанця, якого я бачила, коли я була дитиною», маючи на увазі її перші роки життя в Колорадо і на Великих рівнинах. Кезебір вибрала одного індіанця, Залізного Хвоста, щоб попросити сфотографувати його без регалій та прикрас. «Він не заперечував. Фотографія, яка вийшла в результаті, була саме такою, як бажала Кезебір: розслаблений, щирий, тихий і красивий портрет чоловіка, позбавленого оздоби та вишуканості, що представляє себе їй та камері без бар'єрів.» Кілька днів потому Вождю Залізному Хвосту дали фотографію, і він негайно розірвав її, заявивши, що вона надто темна. Кезебір сфотографувала його знову, на цей раз у його повних регаліях. Залізний Хвіст був міжнародною знаменитістю, зі своїми регаліями він з'являвся у ролі ведучого шоу Баффало Білла на Єлисейських полях в Парижі, Франція та Колізеї Риму. Залізний Хвіст був чудовим шоуменом і насміхався над його фотографією у розслабленому стані, але Кезебір вибрала саме її як фронтиспіс для статті в «Everybody's Magazine» 1901 року. Кезебір вважала, що всі портрети були «відкриттям індіанського характеру», демонструючи силу та індивідуальний характер корінних американців у «новому етапі для Сіу».

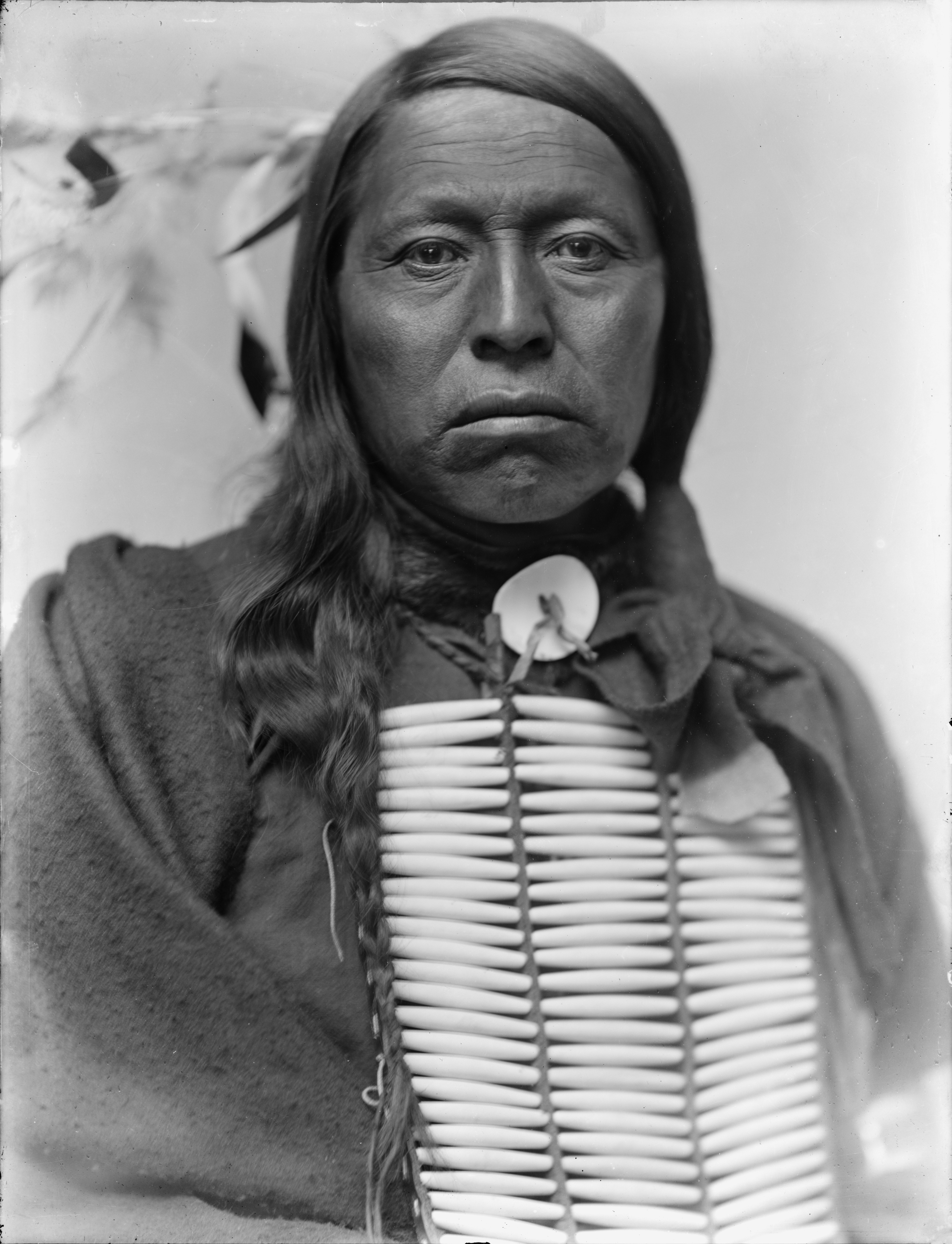
Вождь Летючий Яструб, авторства Гертруди Кезебір, 1898 рік, Бібліотека Конгресу США

### Вершина її кар'єри (1898—1909)

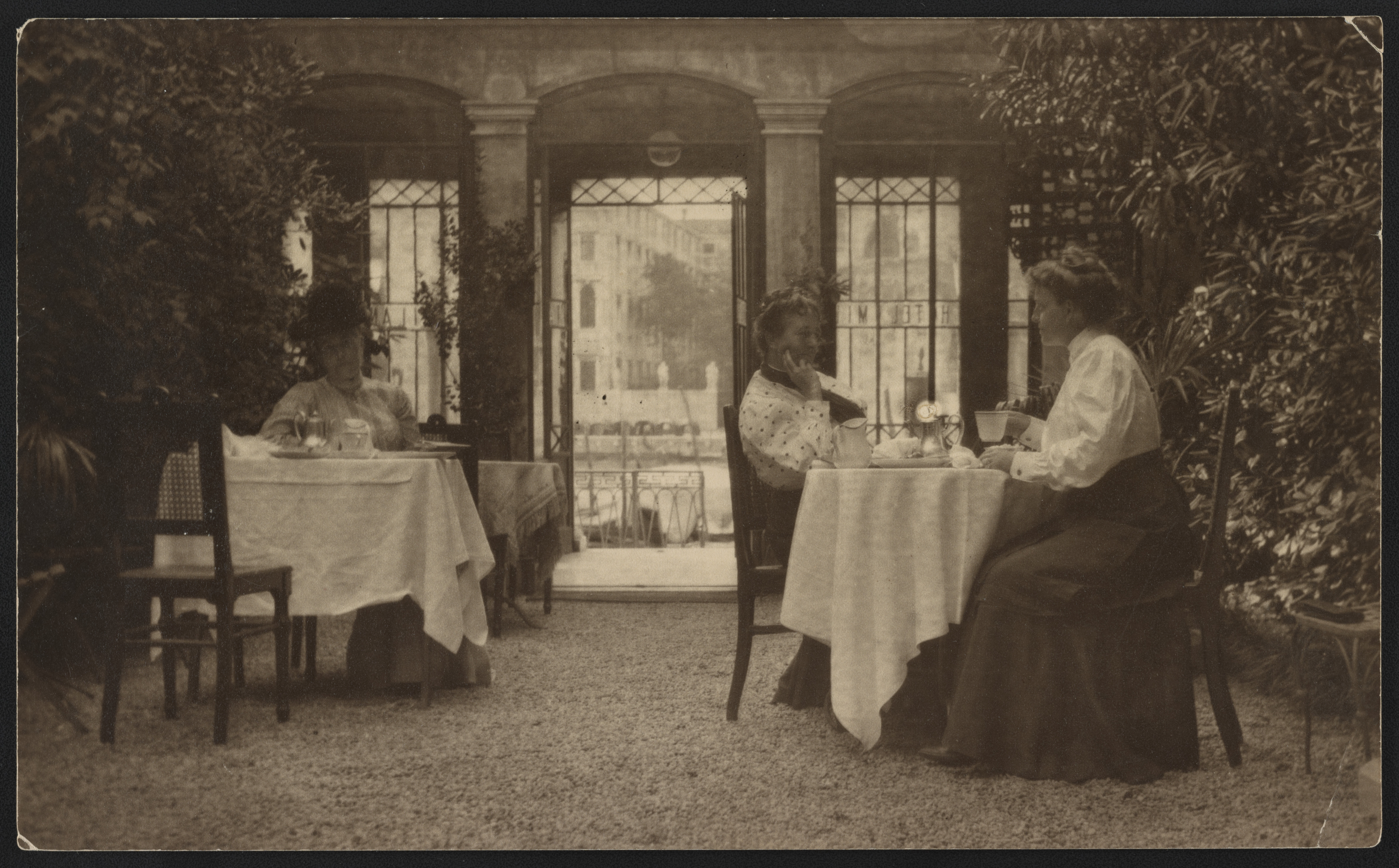
Портрет фотографів Френсіс Бенджамін Джонстон і Кезебір на патіо готелю у Венеції, Італія, 1905

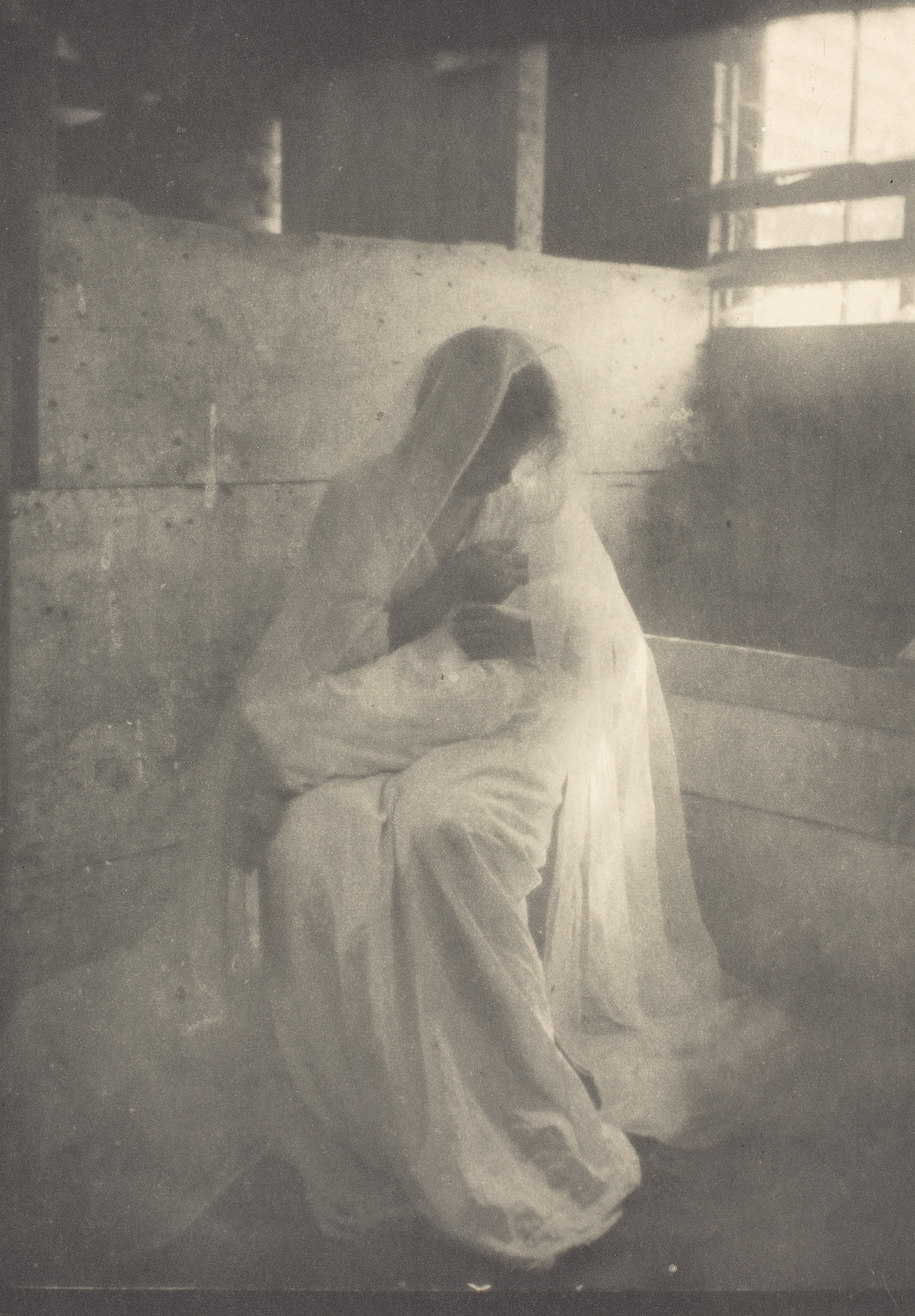
Ясла, бл. 1900, Національна галерея мистецтв

Протягом наступного десятиліття вона зробила десятки фотографій індіанців у шоу, деякі з яких стали її найвідомішими зображеннями.
На відміну від свого сучасника Едварда Кертіса, Кезебір зосереджувалась більше на виразності та індивідуальності особи, ніж на костюмах та звичаях. Хоча, як відомо, Кертіс додавав елементи до своїх фотографій, щоб підкреслити своє особисте бачення, Кезебір зробила навпаки, іноді забираючи справжні церемоніальні предмети з кадру, щоб зосередитися на обличчі або статурі людини.
У липні 1899 року Альфред Стігліц опублікував п'ять фотографій Кезебір у «Camera Notes», проголосивши її «безсумнівно, провідним художнім фотографом-портретистом нашого часу». Її стрімкий злет до слави відзначив фотограф і критик Джозеф Кілі, який написав: «рік тому ім'я Кезебір було практично невідоме у фотографічному світі… Сьогодні це ім'я стоїть на першому місці й не має собі рівних…» Того ж року її фото «Ясла» було продане за рекордні, на той час, 100 доларів.
У 1900 році Кезебір продовжувала збирати нагороди та професійні похвали. У каталозі салону фотографії в Ньюарку (штат Огайо) її називали «найвидатнішим професійним фотографом у США». На знак визнання її мистецьких досягнень та її статусу, пізніше того ж року, Кезебір була однією з перших двох жінок, обраних до Британського Зв'язаного Кільця (іншою була британська живописець Карін Кедбі).
Наступного року Чарльз Х. Кеффін опублікував свою знакову книгу «Фотографія як образотворче мистецтво» і присвятив цілий розділ творчості Кезебір («Гертруда Кезебір та художній комерційний портрет»). Через попит на її творчість в Європі, Кезебір провела більшу частину року у Великій Британії та Франції в гостях у Ф. Голланда Дея та Едварда Штайхена.
У 1902 році Стігліц включнив Кезебір в якості члена—засновника в Фото-Сецессіон. Наступного року Стігліц опублікував шість її знімків у першому випуску «Camera Work» разом із статтями Чарльза Кеффіна та Френсіс Бенджамін Джонстон. У 1905 р. ще шість її зображень були опубліковані в «Camera Work», а наступного року Стігліц організував їй виставку (разом із Кларенсом Х. Уайтом) у своїй «Маленькій галереї фотосесії».
У цей час напруга, пов'язана з балансуванням її професійного життя з особистим, почала впливати на Кезебір. Стрес посилився рішенням її чоловіка переїхати в Оушнсайд, Лонг-Айленд, що призвело до віддалення її від художнього центру Нью-Йорка. Щоб протидіяти цьому, вона повернулася до Європи, де завдяки зв'язкам Штайхена змогла сфотографувати Огюста Родена.
Коли Кезебір повернулася до Нью-Йорка, вона опинилася в несподіваному конфлікті зі Стігліцем. Сильне зацікавлення Кезебір в комерційній стороні фотографії, зумовлене потребою підтримати чоловіка та сім'ю, прямо суперечило ідеалістичній та антиматеріалістичній суті Стігліца. Чим більше Кезебір мала комерційного успіху, тим більше Стігліц відчував, що вона йде проти того, що, на його думку, повинен наслідувати справжній художник. У травні 1906 р. Кезебір приєдналася до професійних фотографів Нью-Йорка, нещодавно створеної організації, в якій Стігліц бачив все, що йому не подобалося: комерційність та продаж фотографій за гроші, а не любов до мистецтва. Після цього він почав дистанціюватися від Кезебір, і їхні стосунки так і не повернули свого попереднього статусу взаємного художнього захоплення.

### Професійна незалежність (1910—1934)

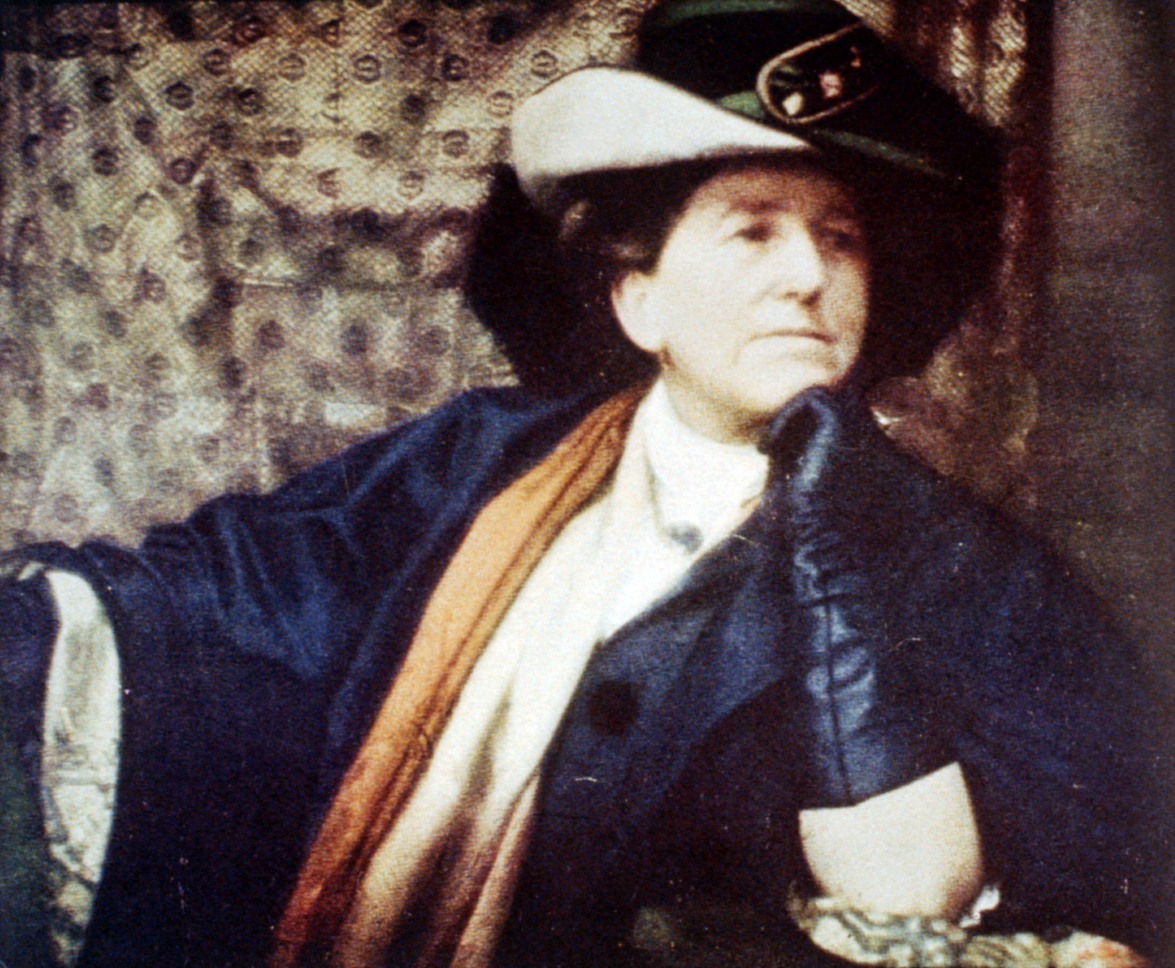
Кезебір у 1908 році

Едуард Кезебір помер у 1910 році, остаточно залишивши дружину вільною для здійснення своїх планів, як їй було зручно. Вона продовжувала проходити курс у Стігліца, допомагаючи створити Асоціацію професійних жіночих фотографів Америки. Своєю чергою Стігліц почав публічно висловлюватися проти її роботи, хоча він все ще достатньо поважав її, щоб включити 22 з її фото на знакову виставку живописців у Художній галереї Олбрайт-Нокс пізніше того ж року.
У наступному році, Кезебір була шокована вельми критичною атакою свого колишнього залицяльника Джозефа Кілі, опублікованій в Camera Work Стігліца. Чому Кілі раптом змінив свою думку про неї, невідомо, але Кезебір підозрювала, що Штігліц зіграв у цьому роль.
Частина відчуження Кезебір від Стігліца була пов'язана з його впертим опором ідеї досягнення фінансового успіху завдяки художній фотографії. Він часто продавав оригінальні принти Кезебір та інших набагато менше їх ринкової вартості, якщо відчував, що покупець по-справжньому оцінив мистецтво, і коли він продавав фотографії, він міг не платити фотографу багато місяців. Після кількох років протестування проти цієї практики, в 1912 р. Кезебір стала першим членом, який вийшов із Фото-Сецессіону.
У 1916 р. Кезебір допомогла Кларенсу Х. Уайту знайти групу «Мальовничі фотографії Америки» яку Стігліц сприймав як прямий виклик його художньому керівництву. На той час тактика Стігліца образила багатьох його колишніх друзів, включаючи Уайта та Роберта Демачі, а через рік він був змушений розпустити Фото-Сецессіону.
У цей час багато молодих жінок, які починали займатися фотографією, шукали знайомства з Кезебір, як через її художнє мистецтво, так і для натхнення нею як незалежною жінкою. Серед тих, кого надихнула Кезебір і які продовжили власну успішну кар'єру були Клара Сіппрелл, Консуело Канага, Лора Гілпін, Флоренс Мейнард та Імоген Каннінгем.
Протягом кінця 1910-х та більшої частини 1920-х років Кезебір продовжувала розширювати свій портретний бізнес, фотографуючи багатьох важливих людей того часу, зокрема Роберта Генрі, Джона Слоуна, Вільяма Глакенса, Артура Б. Девіса, Мейбл Додж та Стенфорда Уайта. У 1924 році дочка Гермін Тернер приєдналася до неї у портретному бізнесі.
У 1929 році Кезебір повністю полишила фотографію та продала вміст своєї студії. Того ж року їй надали велику персональну виставку в Бруклінському інституті мистецтв і наук.
Кезебір померла 12 жовтня 1934 року в будинку своєї дочки Герміни Тернер.
Основна колекція її робіт зберігається в Університеті штату Делавер.

## Галерея

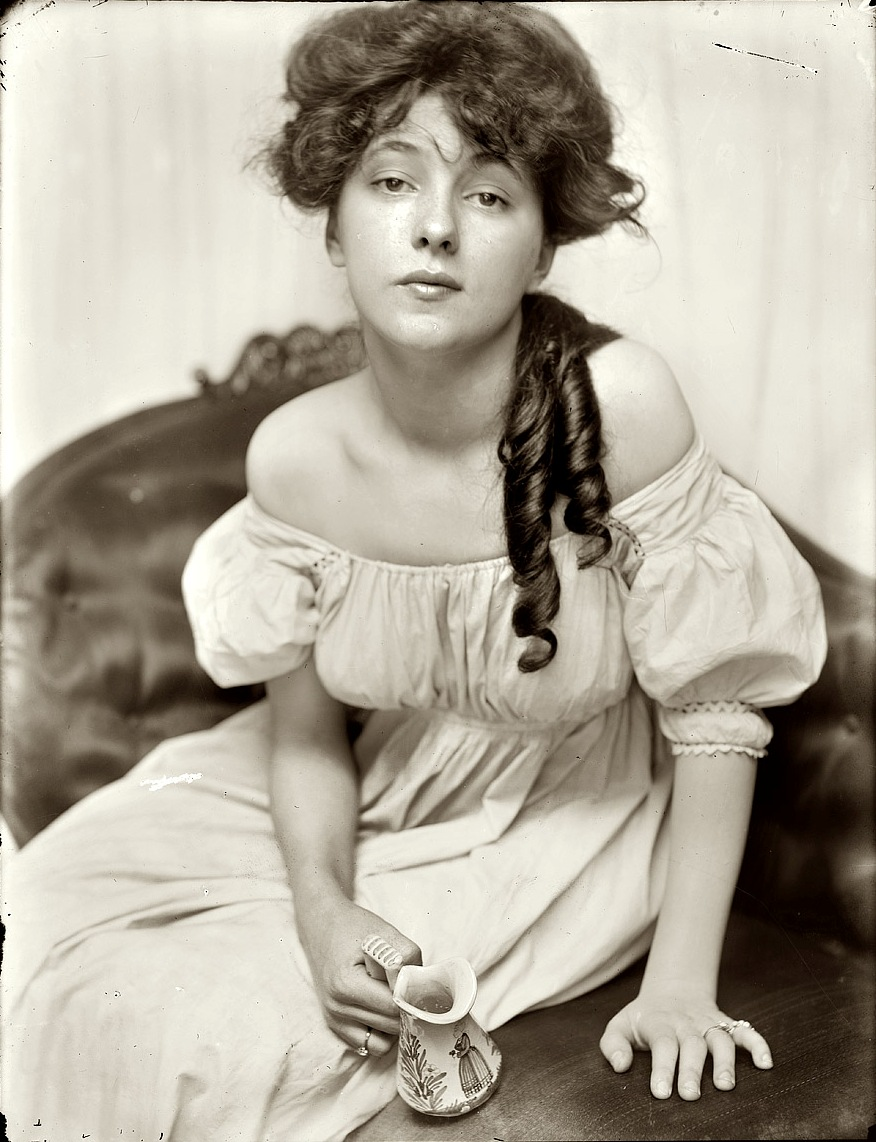
Місс Н, 1903
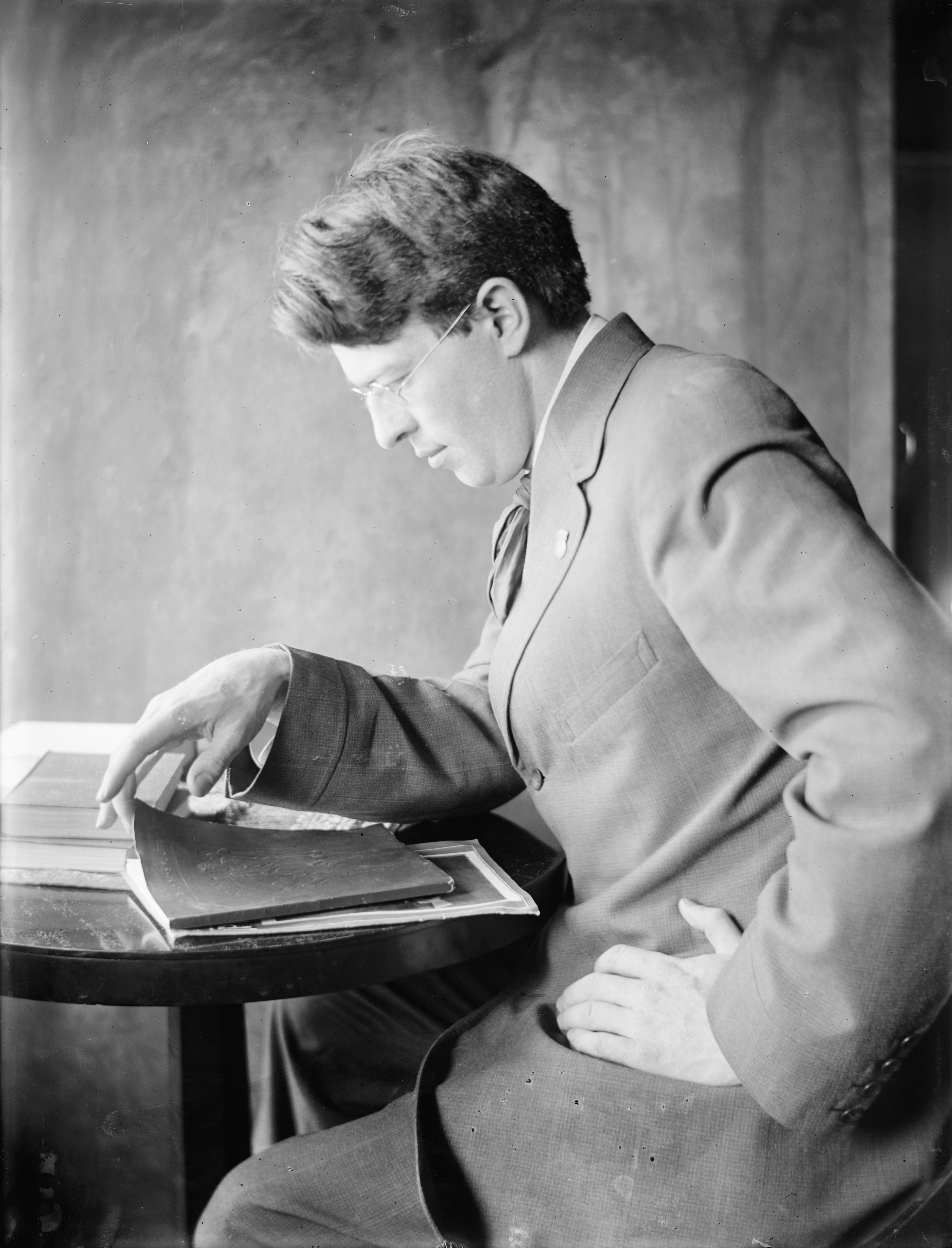
Клеренс Уайт Старший, 1897–1910
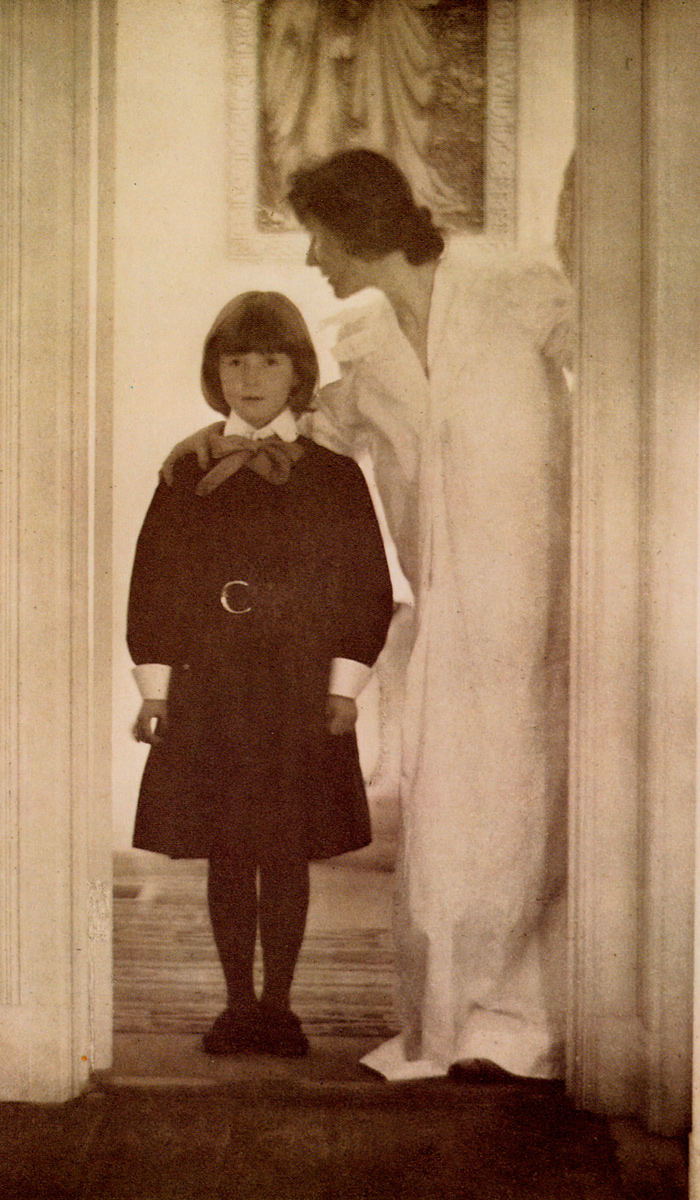
Благословенна серед жінок, бл. 1899
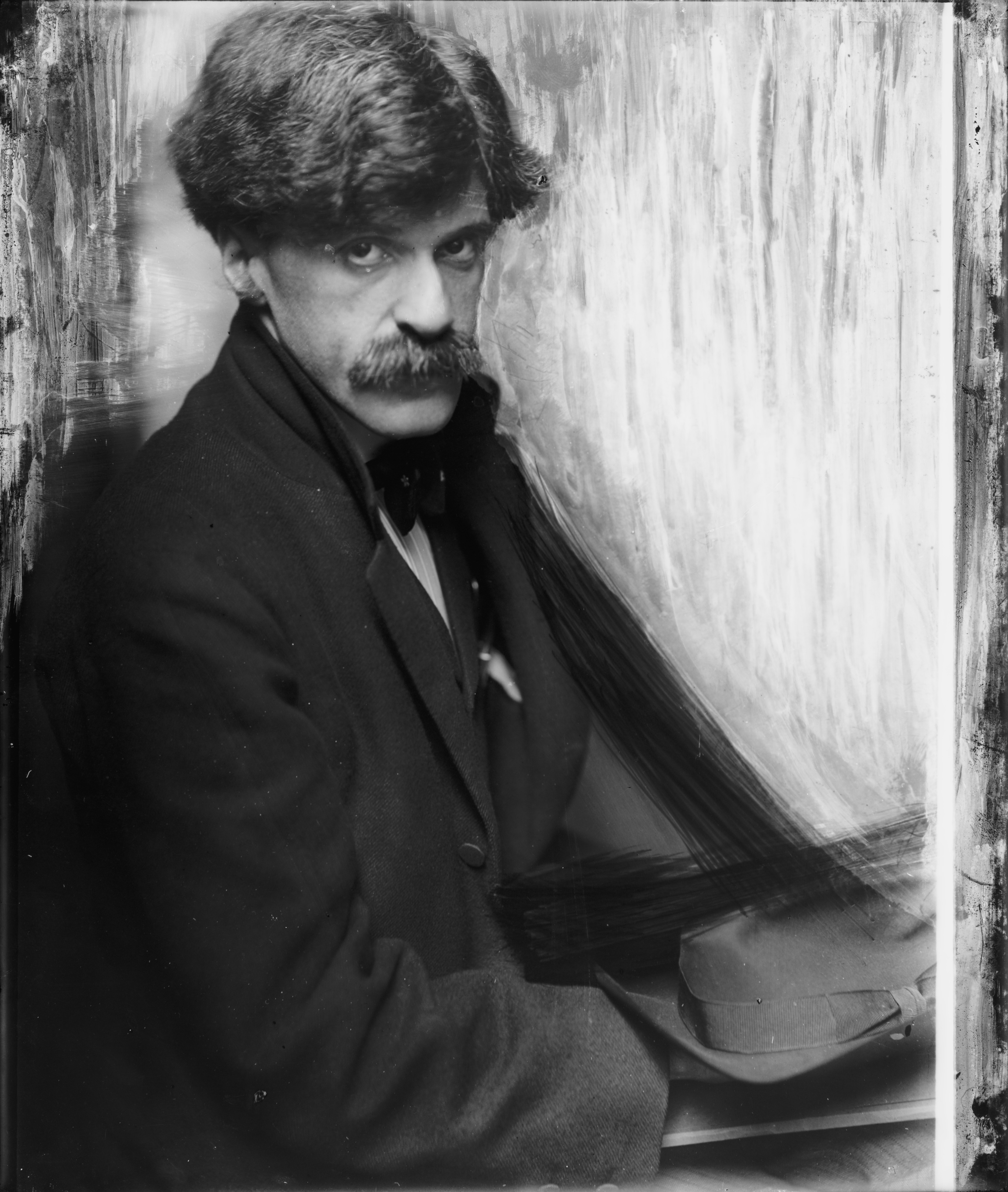
Портрет Альфреда Стігліца, 1902
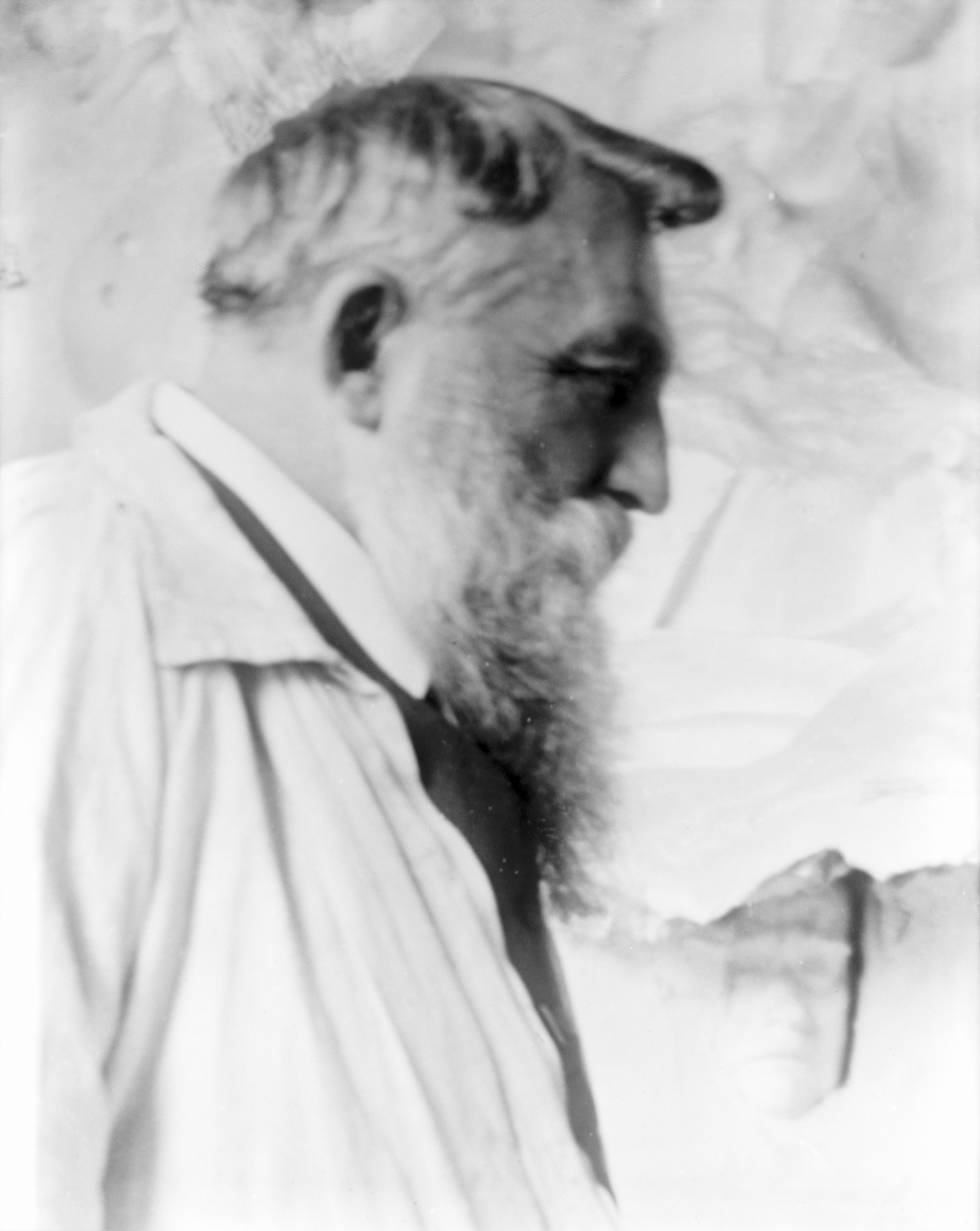
Огюст Роден, 1905
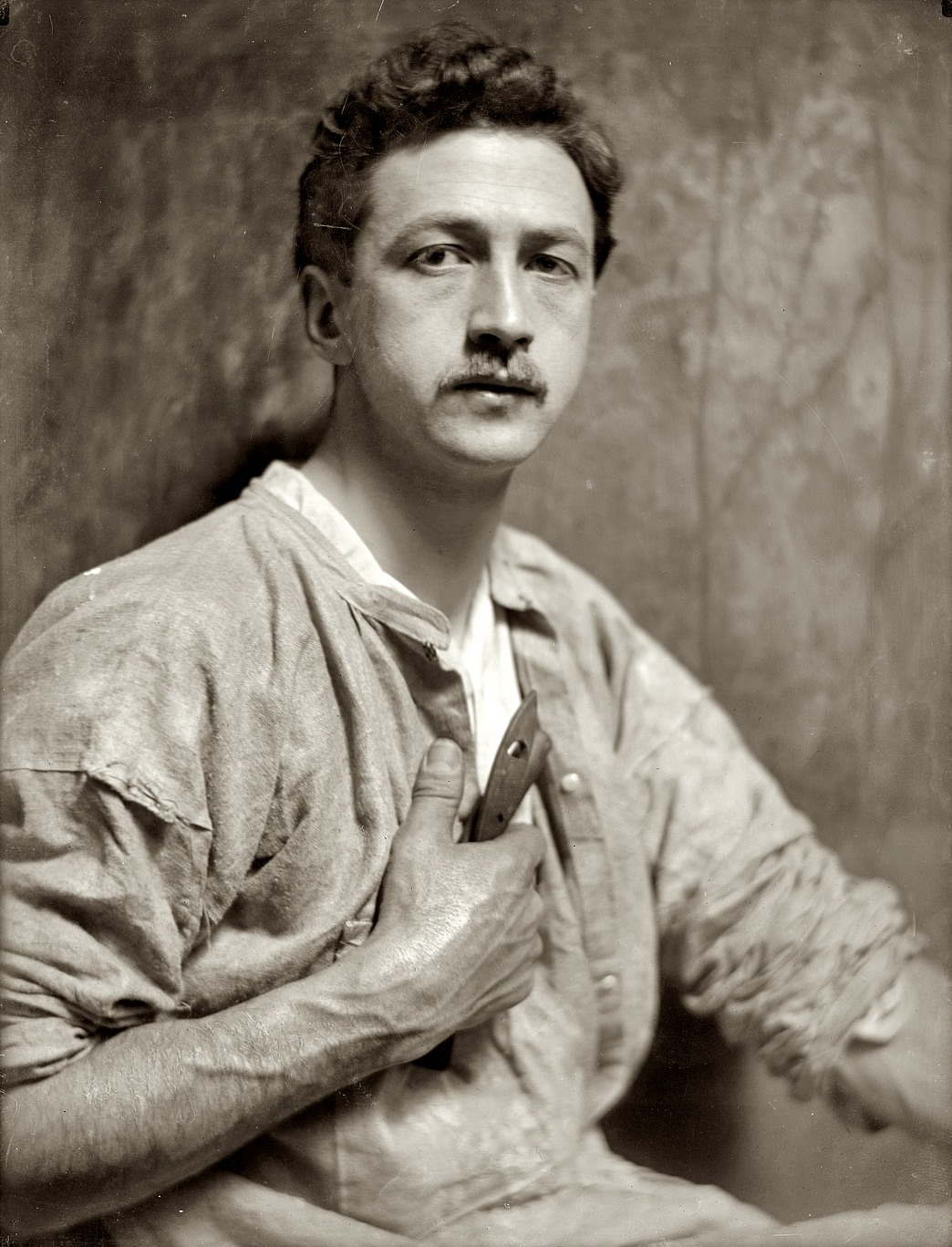
Честер Біч, 1910
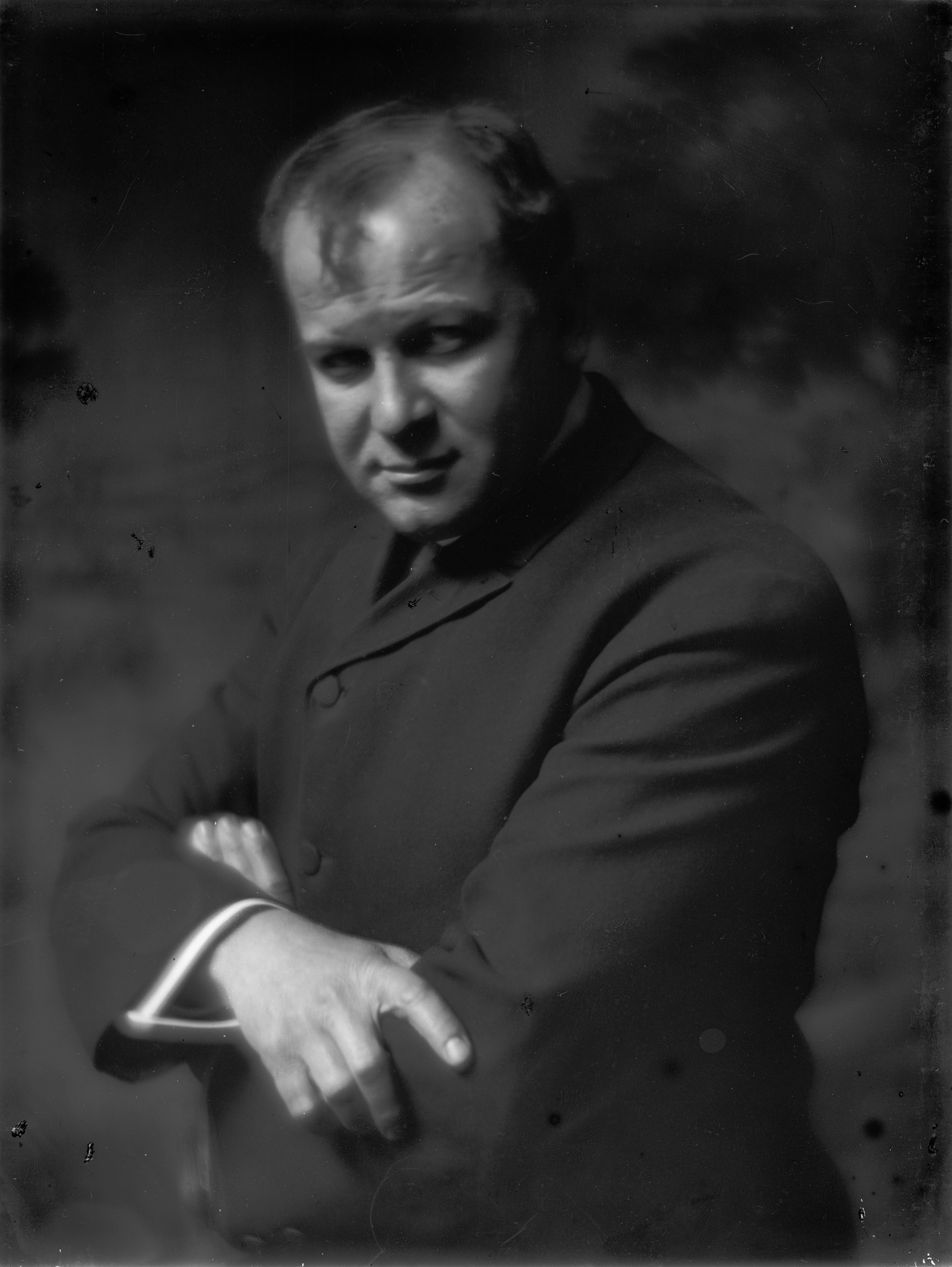
Портрет Джорджа Люкса (Американський художник), бл. 1910
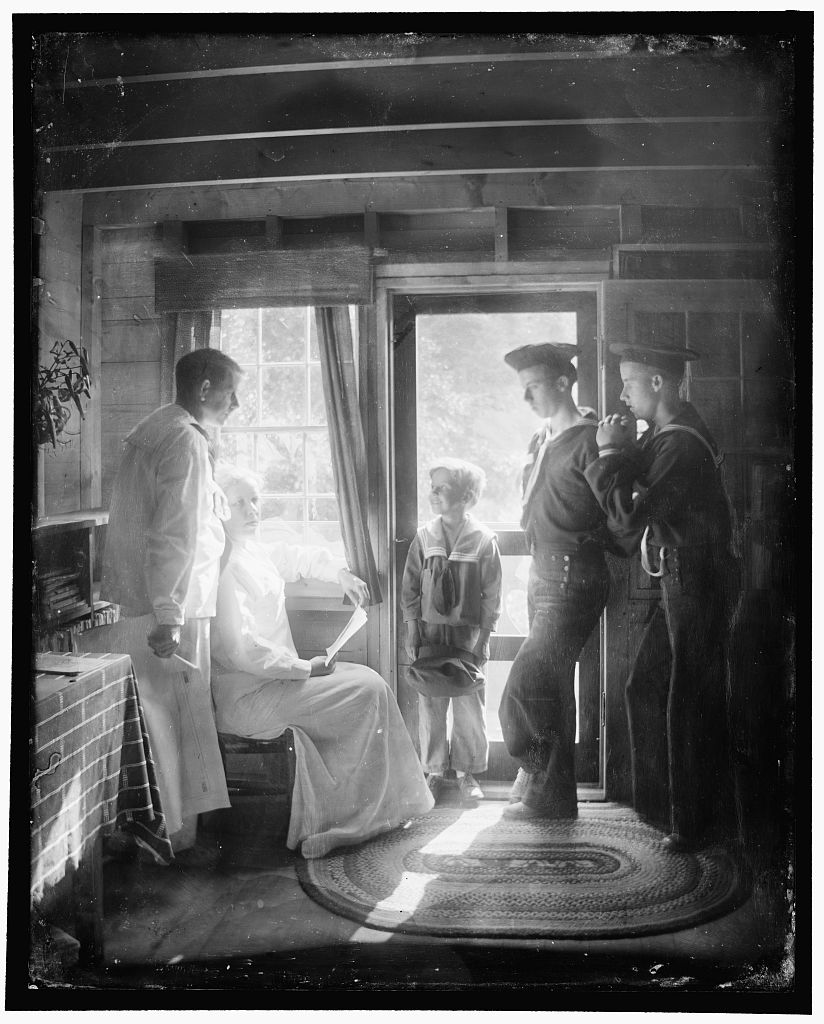
Родина Клеренса Уайта в Мейні, 1913
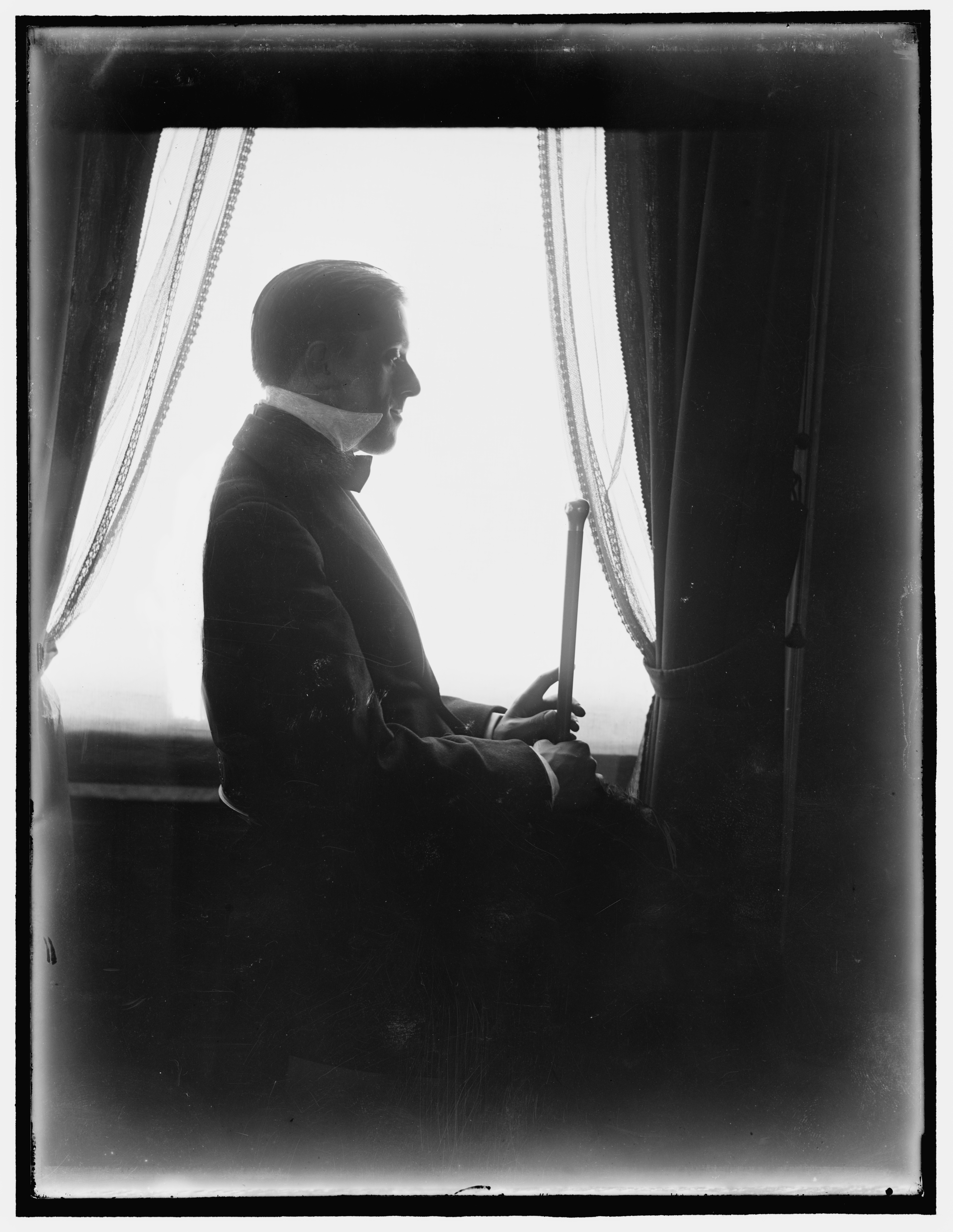
Джон Мюррей Андерсен, бл. 1914–1916
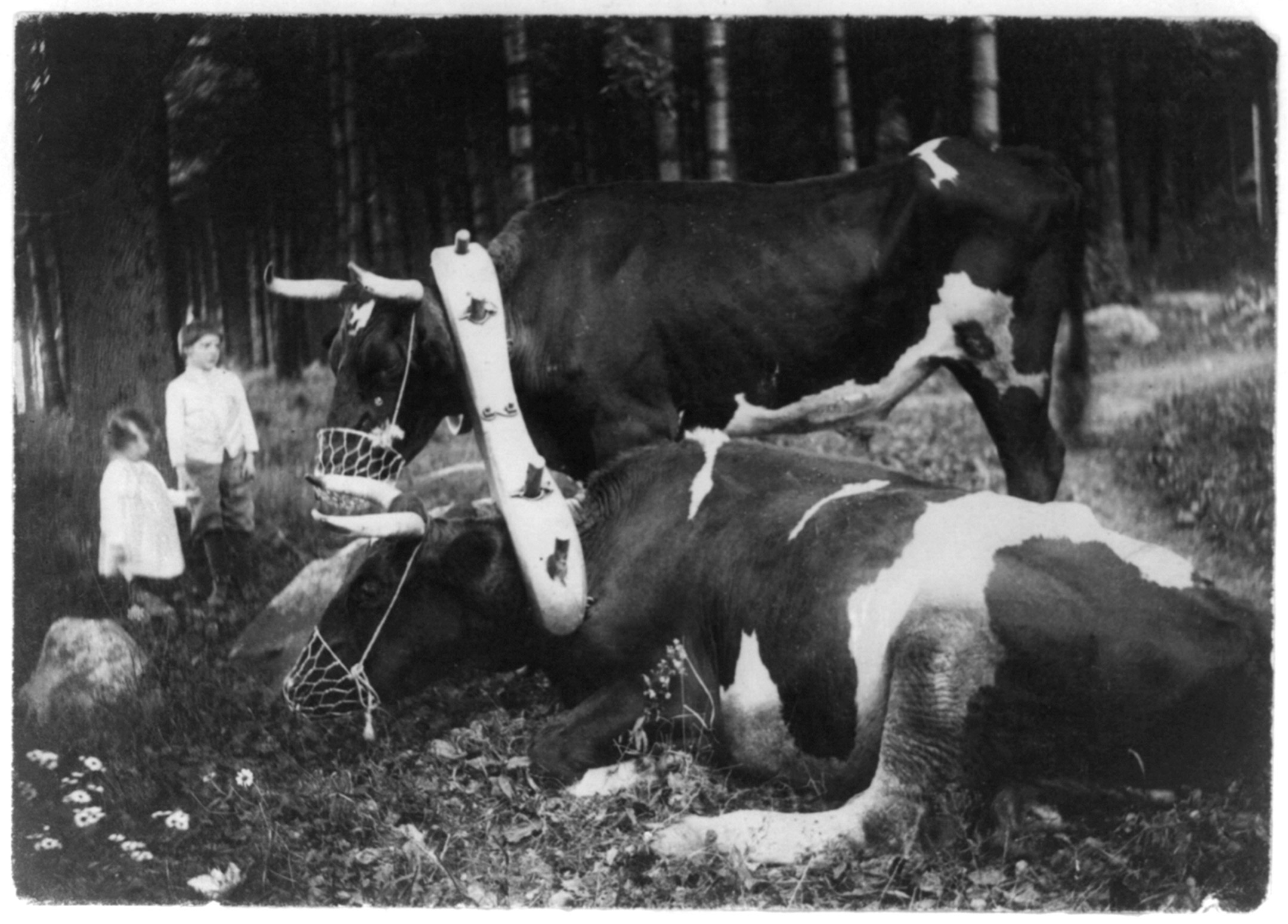
В ярмі і в наморднику - Шлюб, бл. 1915
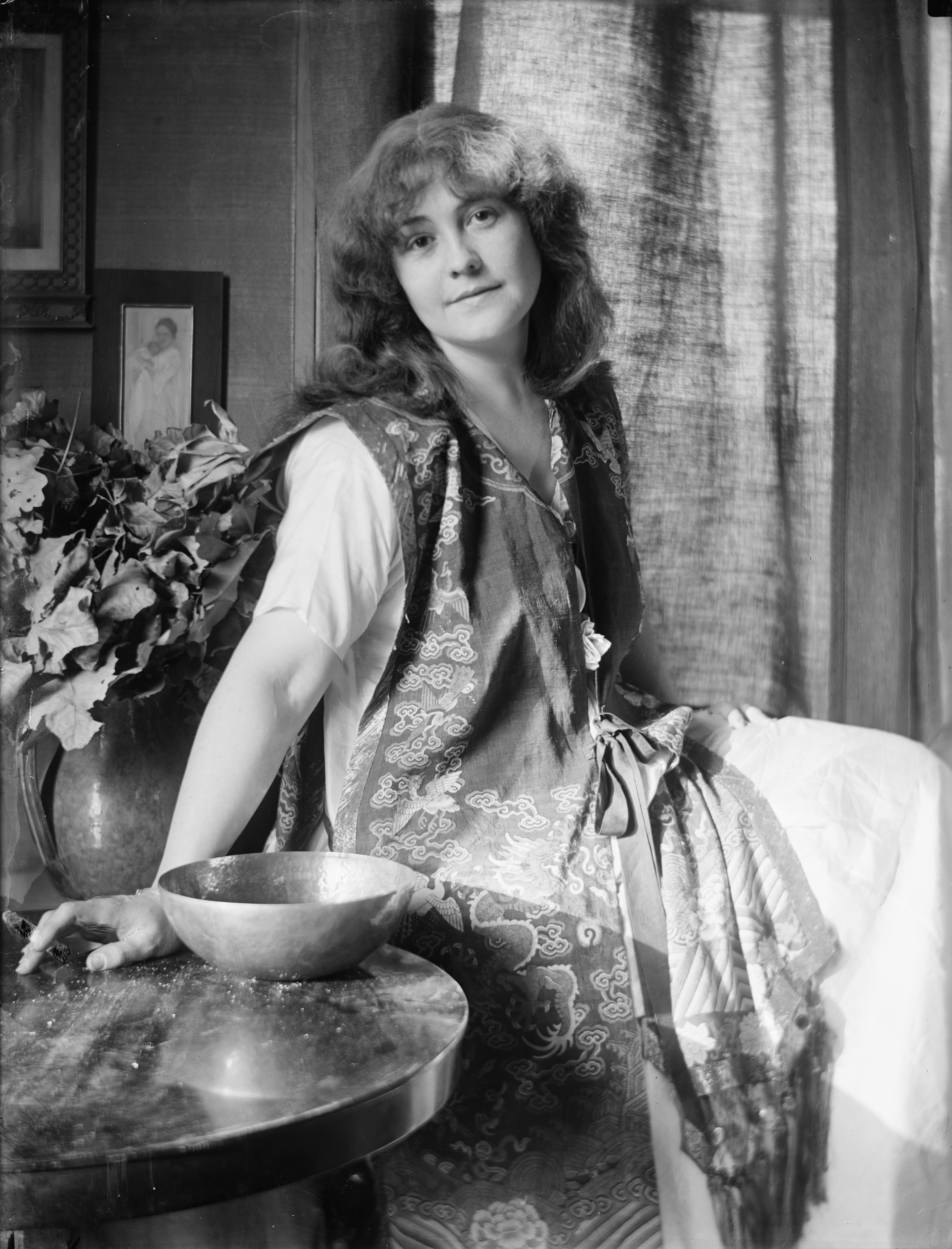
Роза О'Ніл, бл. 1907
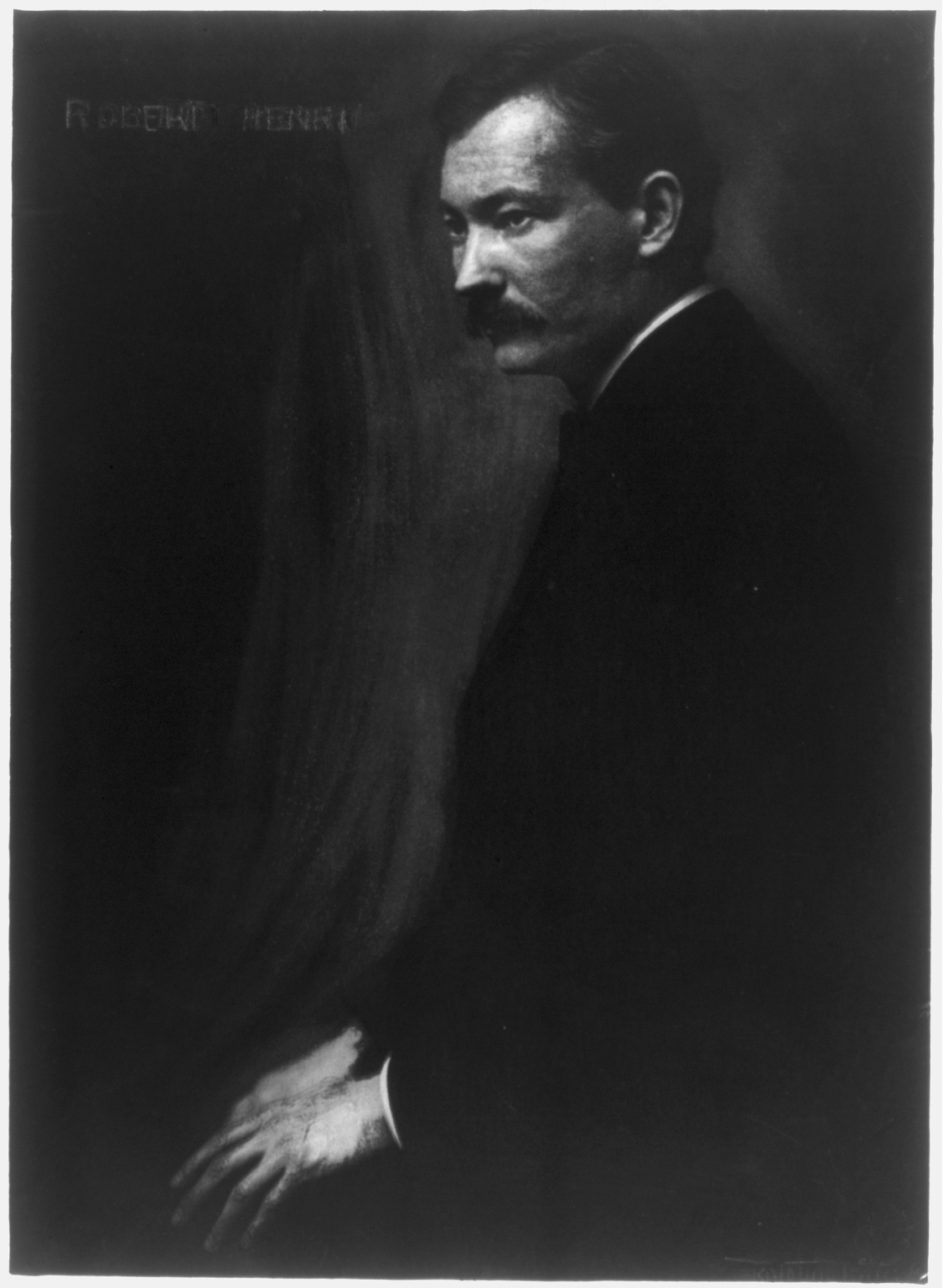
Портрет Роберта Генрі, бл. 1907
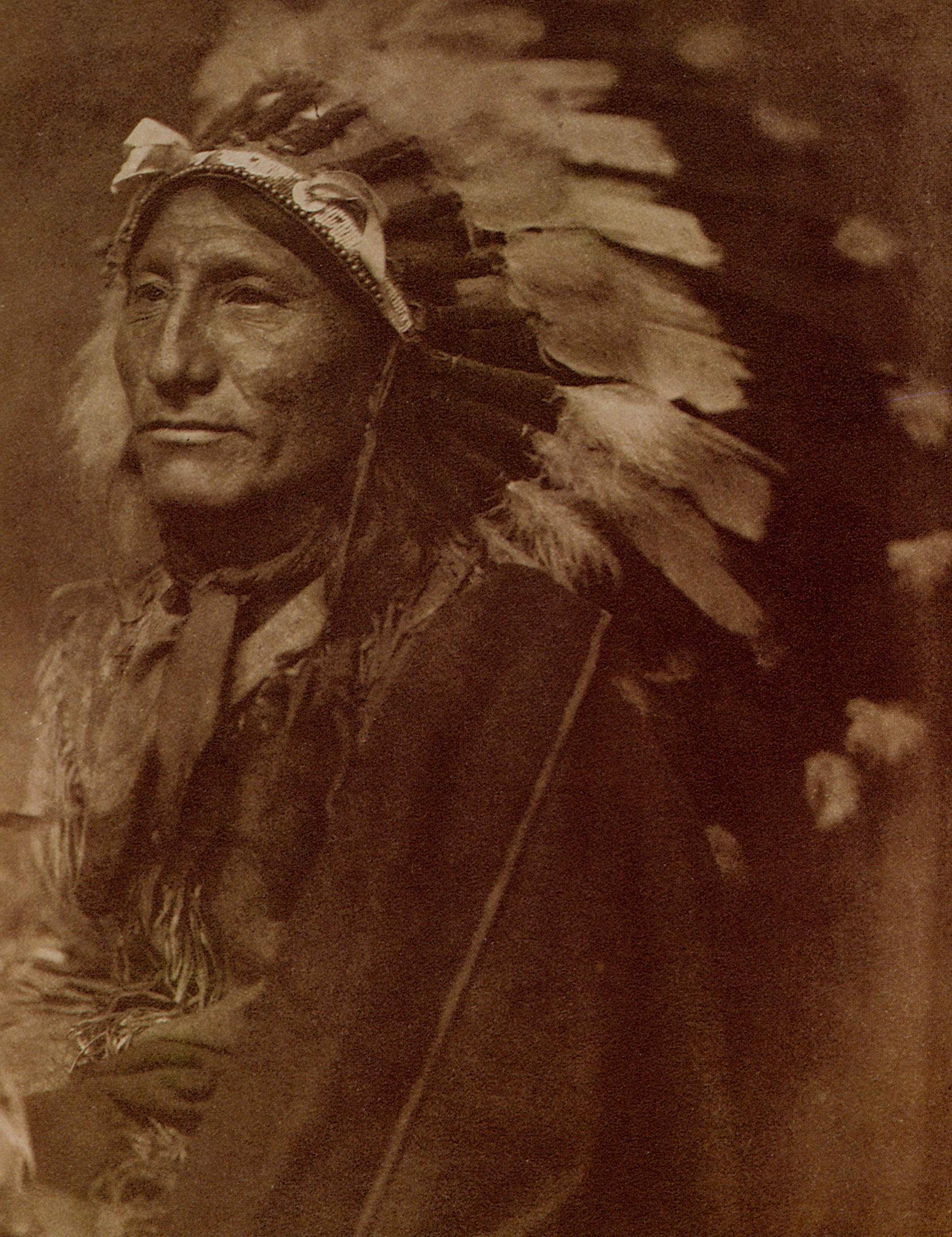
Індіанський Вождь, бл. 1901
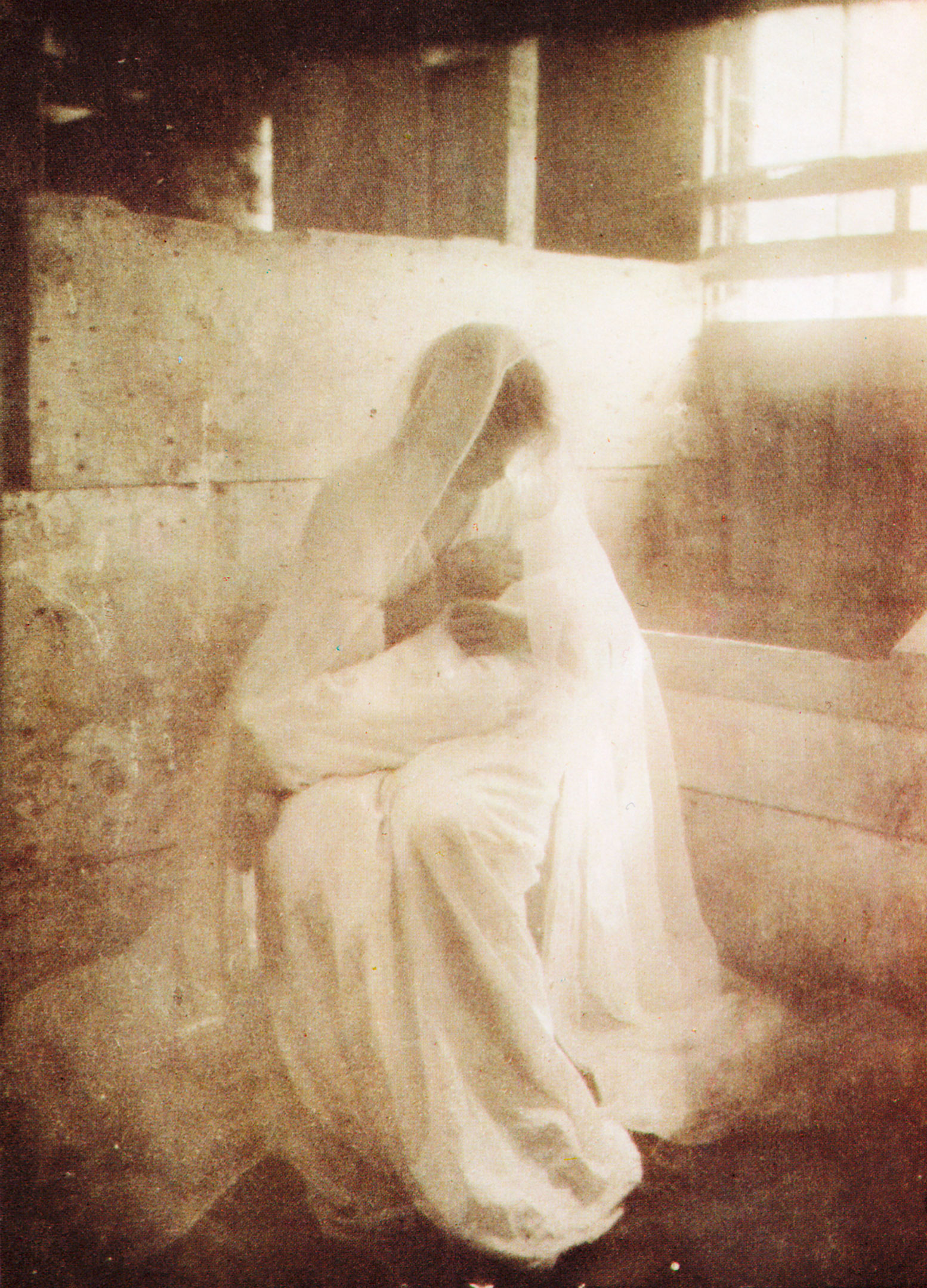
Ясла, бл. 1899
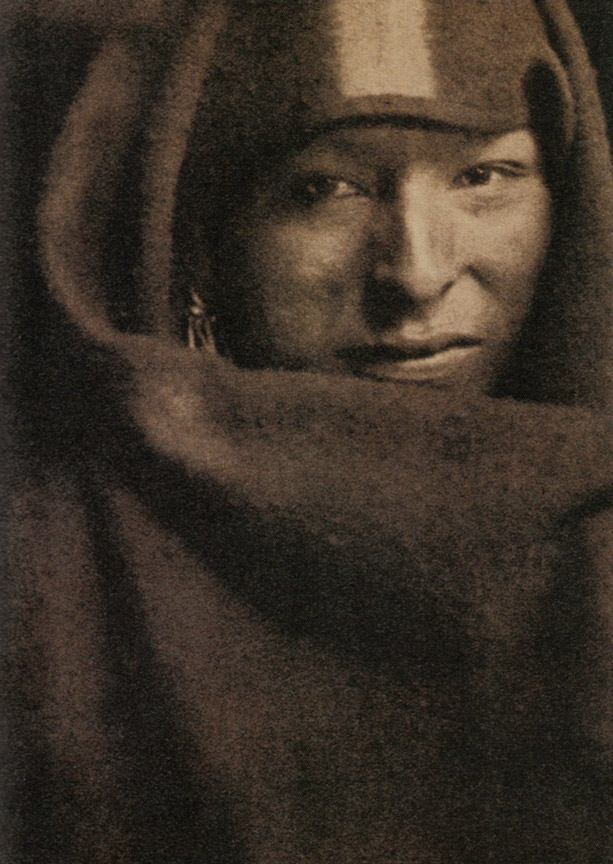
Червоний чоловік, 1903

## Подальше читання
- Petersen, edited by Stephen; Tomlinson, Janis A. (2013). Gertrude Käsebier, the complexity of light and shade : photographs and papers of Gertrude Käsebier in the University of Delaware Collections. [Newark, Del.]: University of Delaware. ISBN 9780615735450.
- Delaney, Michelle. Buffalo Bill's Wild West Warriors: A Photographic History by Gertrude Käsebier. Smithsonian, 2007. ISBN 0061129771.